# Ferdinand Dalberg-Acton
Pour les articles homonymes, voir Famille Acton.
Ferdinand Richard Edward Dalberg-Acton, 7e baronnet (24 juillet 1801 - 31 janvier 1837), est un baronnet britannique de la famille des Acton.

## Biographie

Photograph of Marie Louise Pelline von Dalberg (1813-1860)

Il est né à Palerme, où son père, John Acton, 6e baronnet, ancien Premier ministre de Naples, a été contraint de fuir en 1806 après la chute de la République parthénopéenne. Sa mère est la fille aînée de son oncle (et donc une nièce que le père épouse grâce à une dispense papale), le général Joseph Edward Acton. Il hérite des titres à la mort de son père en 1811. Il fait ses études à la Westminster School et au Magdalene College, à Cambridge, avec son frère, le futur cardinal Charles Januarius Acton qui est entré à Cambridge en 1819. Il y entre lui-même en 1822, malgré son appartenance au catholicisme.
En 1826, il fait construire la villa Pignatelli à San Giorgio a Cremano, près de Naples, une résidence de style néo-classique qui forme la pièce maîtresse d'un parc.
Le 9 juillet 1832, il épouse Marie Louise Pelline von Dalberg, unique enfant survivante d'Emmerich Joseph de Dalberg, duc de Dalberg; de cette union nait un seul enfant, John Emerich Edward Dalberg-Acton, 1er baron Acton (1834-1902).
Baptisé Ferdinand Richard Edward Acton, le 20 décembre 1803, son nom est légalement changé en Ferdinand Richard Edward Dalberg-Acton par licence royale.
Il décède à Paris en 1837, vraisemblablement d'une forte grippe, d'après les mémoires de Pauline de la Ferronays.